# Marco V
Marco V (né Marco Verkuylen, le 3 avril 1966, à Heeswijk-Dinther) est un producteur et DJ néerlandais. En 2007, il est classé 49e dans le magazine néerlandais DJ Magazine Top 100 DJs dans la DJ List.

## Biographie
Né dans le Brabant-Septentrional, à Heeswijk-Dinther aux Pays-Bas, Marco Verkuijlen s'établit désormais comme l'un des producteurs diversifiés et créatifs en matière de musiques électroniques. Il débute dans la production musicale dès ses 14 ans. À travers ses toutes premières compositions, il devient l'un des pionniers du tech-trance ; un genre musical qui allait être par la suite un phénomène. Il créa de nombreux titres à succès dans la branche dance comme notamment Godd, Indicator, Echnalava, More Than A Life Away et Coma Aid.
En 2008, il annule sa venue à Damas, en Syrie, à la suite de nombreuses menaces de mort.

## Discographie
| Titre                  | Notes                                                |
| ---------------------- | ---------------------------------------------------- |
| Con:fusion             | Mars 2002                                            |
| 200V                   | CD/DVD, 17 octobre 2005                              |
| Combi:nation 3         | CD                                                   |
| Massive                | Mix CD                                               |
| Innercity 2000         | Mix CD                                               |
| Innercity 2002         | Mix CD (double album en compagnie de Benjamin Bates) |
| Electro Trance         | Offert avec l'achat de Mixmag en 2003, CD            |
| Crasher Live           | Live Mix CD 2004                                     |
| Combi:Nations          | Mix CD 2004                                          |
| Bosh Anthems 2004      | Offert avec l'achat de Mixmag en décembre 2004, CD   |
| Guvernment: All Access | Mix CD 2004                                          |
| Amnesia Vol.1          | Mix CD 2005                                          |
| Amnesia Vol.2          | Mix CD 2006                                          |
| Combi:nations 2        | Octobre 2006                                         |
| Combi:Nations III'     | 2007                                                 |
| Propaganda Pt. 1       | 2009                                                 |
| Propaganda Pt. 2       | Novembre 2009                                        |